# Mikulicz-Linie

Die Mikulicz-Linie in einem Bein in Neutralstellung

Die Mikulicz-Linie wird auch als Traglinie der unteren Extremität bezeichnet. Sie verläuft vom Hüftkopfmittelpunkt zur Mitte der Sprungbeinrolle oder auch beschrieben als Verlauf vom Drehzentrum des Femurkopfes zur Mitte der Malleolengabel.
Im angelsächsischen Schrifttum wird die Linie häufig von der Mitte des Leistenbandes (Ligamentum inguinale) zur Mitte des oberen Sprunggelenkes (Articulatio talocruralis) beschrieben.
Idealer- und physiologischerweise verläuft diese Linie durch die Mitte des Kniegelenkes (Eminentia intercondylaris des Schienbeinplateaus). Ein Abweichen der Kniemitte von der Mikulicz-Linie nach außen (lateral) wird als Genu varum bezeichnet (O-Bein), ein Abweichen der Kniemitte nach innen (medial) wird als Genu valgum (X-Bein) bezeichnet.
Sie wurde nach dem deutsch-polnischen Chirurgen Johann von Mikulicz (1850–1905) benannt.